# Attaullah Advocate
Attaullah é um político paquistanês que é membro da Assembleia Nacional do Paquistão desde agosto de 2018.

## Carreira política
Ele foi eleito para a Assembleia Nacional do Paquistão pelo circulo NA-250 (Karachi West-III) como candidato do Movimento Paquistanês pela Justiça nas eleições gerais paquistanesas de 2018.